# Сборная Владивостока
«Сборная Владивостока» (до марта 1999 года — Сборная Приморского КВН) — команда КВН из Владивостока. Четырежды выходила в 1/4 Высшей лиги КВН. В 2002 и 2012 году завоевали Президентский КиВиН.

## Достижения
- Финалисты Первой лиги (1998)
- Полуфиналисты Открытой Украинской Лиги (1999)
- Обладатели Президентского КиВиНа (2002; 2012)
- Четвертьфиналисты Высшей Лиги (2001, 2002, 2003, 2005)
- Победители «Кубка Красноярска» (2001)

## Состав команды
- Лысак Сергей
- Наганюк Алексей
- Орлова Елена
- Гуляев Роман
- Замахин Павел
- Копышев Максим
- Торкунов Вячеслав
- Фёдоров Алексей
- Гупаленко Гарри
- Иванов Константин (капитан с 1997 по 2003)
- Мадич Александр
- Матлин Сергей (директор с 1997 по 2006)
- Костиков Алексей (администратор c 2001 по 2002)
- Маркелова (Оптика) Татьяна (руководитель группы поддержки и сайта)
- Сабитов Дмитрий
- Куприянов Павел
- Бурлаченко Кирилл (погиб в 2002)
- Алтынбаева Ирина
- Близнюк Екатерина
- Богомолов Евгений
- Якубовский Дмитрий
- Розенберг Ян
- Новиков Алексей
- Михайлов Владимир
- Сальниченко Василий
- Карпенко Александр
- Бехарский Борис
- Паршков Сергей
- Чередов Константин
- Веденеев Александр (автор)
- Ангелин Роман (автор)
- Абдул-Кадыров Михаил (автор)
- Данилов Александр (автор)
- Шестовец Василий (музыкант с 1998 по 2000)
- Рустамов Низами (музыкант с 2001 по 2003)
- Агапитов Вадим (музыкант в 2003)
- Сизоненко Виталий
- Старостин Петр
- Виговский Дмитрий
- Корф Станислав
- Куделин Вячеслав
- Панов Александр
- Артемьева Татьяна
- Гурин Андрей